# Essert-Pittet
Essert-Pittet (toponimo francese) è una frazione di 164 abitanti del comune svizzero di Chavornay, nel Canton Vaud (distretto del Jura-Nord vaudois).

## Storia

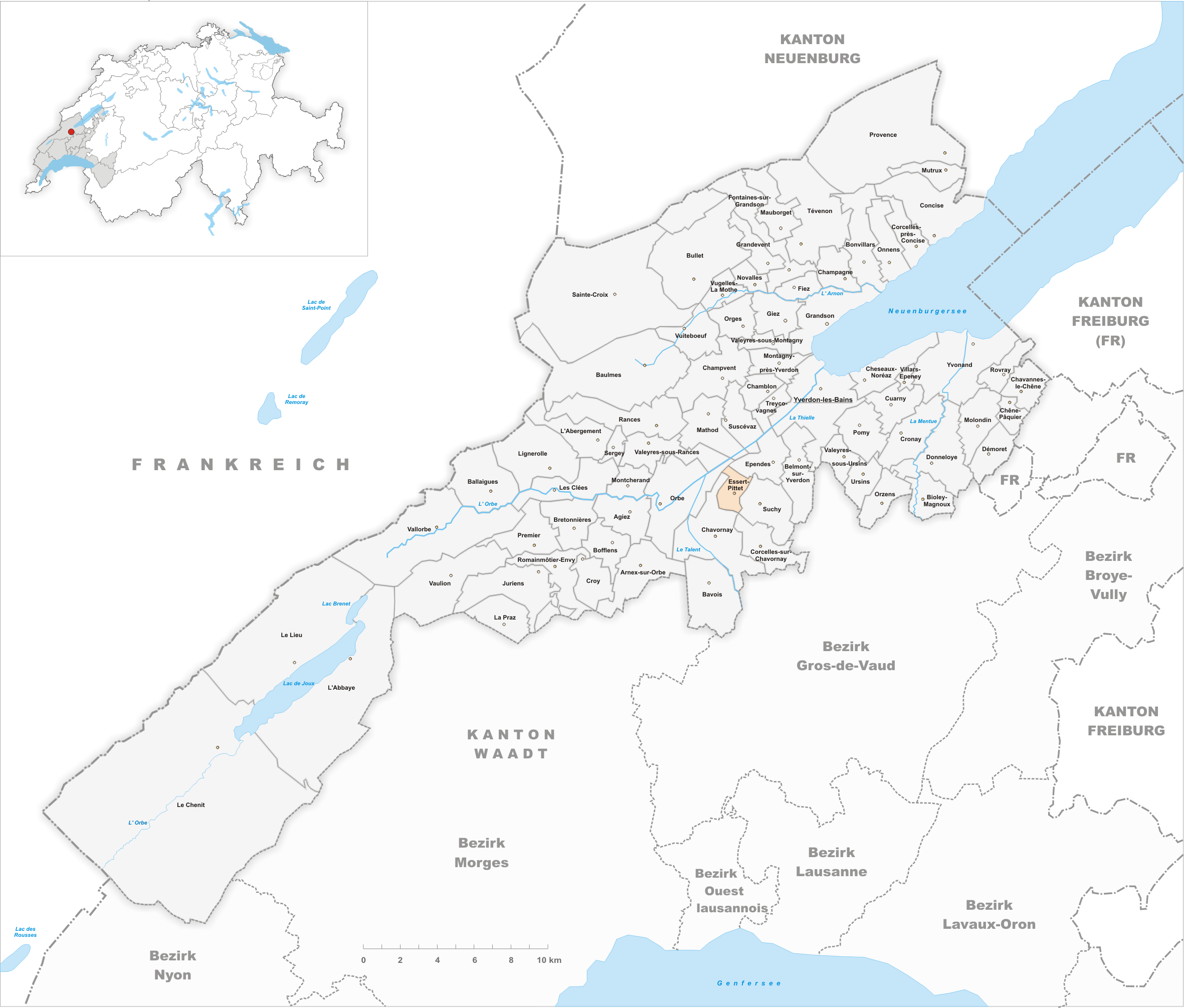
Il territorio del comune di Essert-Pittet prima degli accorpamenti comunali del 2017

Già comune autonomo che si estendeva per 2,76 km², nel 2017 è stato accorpato al comune di Chavornay assieme all'altro comune soppresso di Corcelles-sur-Chavornay.

## Monumenti e luoghi d'interesse
- Chiesa riformata di San Giovanni, ricostruita nel 1609, nel 1705-1708 e nel 1746[1].

## Società

### Evoluzione demografica
L'evoluzione demografica è riportata nella seguente tabella:
Abitanti censiti

## Infrastrutture e trasporti
Essert-Pittet è servito dall'omonima stazione, sulla ferrovia Losanna-Olten.

## Amministrazione
Ogni famiglia originaria del luogo fa parte del cosiddetto comune patriziale e ha la responsabilità della manutenzione di ogni bene ricadente all'interno dei confini della frazione.